# Чхве Ёнджэ
Чхве Ёнджэ (кор. 최영재, кит. 崔榮宰; род. 17 сентября 1996 года, известный мононимно как Ёнджэ или Ars) — южнокорейский певец, автор песен и музыкальный продюсер. Является главным вокалистом южнокорейского бойбенда Got7.

## Биография
Ёнджэ родился 17 сентября 1996 года в Мокпхо, Южная Корея. У него в семье, помимо родителей, есть старшие брат и сестра. С самого детства Ёнджэ мечтал стать певцом, когда пел с братом, и после его ухода в армию пошёл в музыкальную академию, чтобы заниматься музыкой основательно. В 2011 году участвовал в вокальном конкурсе, где занял первое место. В 2013 году JYP Entertainment проводило закрытое прослушивание в академии, где Ёнджэ обучался, и он стал трейни. Через месяц после начала стажировки в Сеуле он был определён участником новой мужской группы JYP — Got7.
В феврале 2015 года Ёнджэ окончил Корейскую школу искусств и поступил в частный университет Сокён по специальности «Театр и Кино». В следующем году он перешёл в университёт Дэкён из-за конфликтов с личным расписанием.

## Карьера

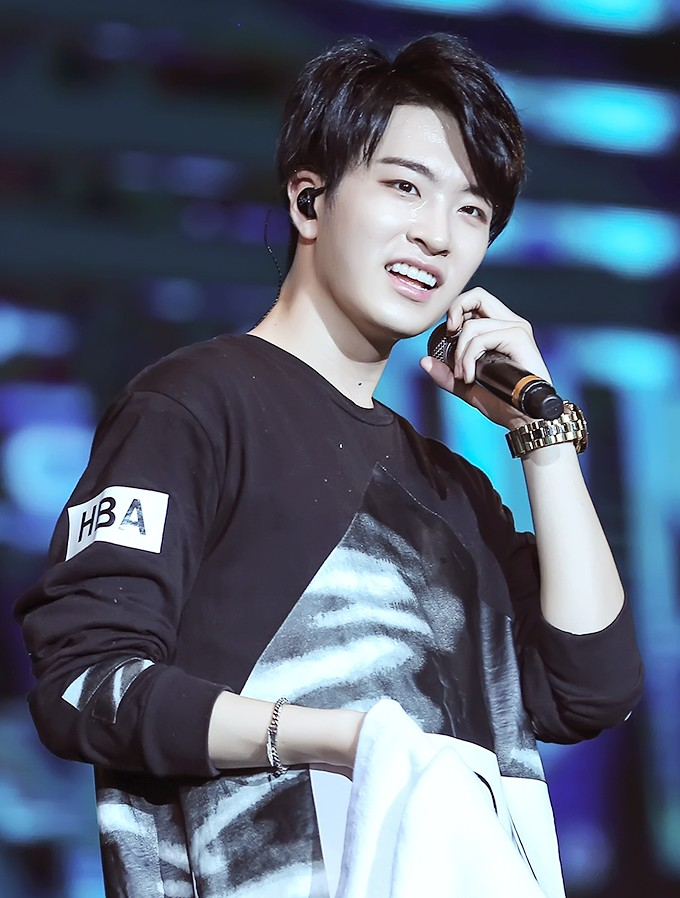
Ёнджэ на концерте Got7 в Шанхае, май 2016 года

Got7 дебютировали 14 января 2014 года с синглом «Girls Girls Girls» с дебютного мини-альбома Got It?. Год спустя, 12 января 2015 года состоялась премьера первой серии веб-дорамы «Рыцарь мечты» производства JYP Entertainment, где в главных ролях снялись все участники группы. В том же году состоялся релиз песни «One Dream One Korea», участие в записи которой приняли главные вокалисты различных айдол-групп, включая Ёнджэ.
С марта 2016 года Ёнджэ был зарегистрирован в реестре авторов песен JYP после участия в написания лирики к композиции «Rewind» с альбома Flight Log: Departure. В том же году он выпустил песни «My Day» и «Trauma» на SoundCloud под псевдонимом Ars. В 2017 году он сотрудничал с Sanjoy и Элиотом Ямином для сингла «Victim of Love» и вновь выпустил композиции «Call Button» и «I Want to Fall Asleep» на SoundCloud.
В 2018 году Ёнджэ сотрудничал с Пак Чжи Мин для специального сингла «I’m All Ears» в рамках специальной кампании по предотвращению самоубийств среди молодёжи. Он также исполнил саундтрек «At the Usual Time (그 시간에)» для дорамы «Вок любви».
1 мая 2020 года стало известно, что Ёнджэ исполнит саундтрек «Fall In Love (빠져드나봐)» для дорамы «Когда расцветёт моя любовь». С 18 мая он стал постоянным ди-джеем «Айдол Радио» вместе с Ёнкеем из Day6. 25 мая был запущен магазин одежды «Ars x Coco» для людей и собак, который занимался продажей вещей до 8 июня; часть вырученных средств была пожертвована в приюты для собак и волонтёрские организации.
21 июня Ёнджэ выпустил кавер «나의사춘기에게 (To My Youth)», а 13 августа опубликовал кавер «Square».

## Личная жизнь

### Преследование фанатов
В июле 2020 года Ёнджэ подвергался постоянным преследованиям со стороны поклонников и в своём Инстаграме публиковал сообщения с просьбой прекратить слежку. JYP Entertainment составили жалобу об актах правонарушения и направили их на рассмотрение в следственный орган. Фанаты также вывели хэштег «#ProtectYoungjae» в социальных сетях.

## Дискография
| Название                                                  | Год  | Альбом                            |
| --------------------------------------------------------- | ---- | --------------------------------- |
| «My Day (내 하루)»                                        | 2016 | Песня была выпущена на SoundCloud |
| «Trauma»                                                  | 2016 | Песня была выпущена на SoundCloud |
| «Call Button (통화버튼)» (совместно с J.praize)           | 2017 | Песня была выпущена на SoundCloud |
| «I Want to Fall Asleep (잠들고 싶어)» (совместно с Noday) | 2017 | Песня была выпущена на SoundCloud |
| «나의사춘기에게 (To My Youth)»                            | 2020 | Песня была выпущена на SoundCloud |
| «Square»                                                  | 2020 | Песня была выпущена на SoundCloud |

### Коллаборации
| Название                                    | Год  | Альбом                 |
| ------------------------------------------- | ---- | ---------------------- |
| «I’m All Ears (다둘어줄게)» (с Пак Чжи Мин) | 2018 | Ready to Listen Part 2 |

### Как приглашённый артист
| Название                                                         | Год  | Альбом                           |
| ---------------------------------------------------------------- | ---- | -------------------------------- |
| «One Dream One Korea»                                            | 2015 | Песня не была выпущена как сингл |
| «Victim of Love» (Sanjoy с Ars, Стефаном Рецца и Элиотом Ямином) | 2017 | Песня не была выпущена как сингл |

### Саундтреки
| Название                                      | Год  | Альбом                          |
| --------------------------------------------- | ---- | ------------------------------- |
| «At the Usual Time (그 시간에)»               | 2018 | Wok of Love OST Part. 2         |
| «Fall In Love (빠져드나봐)» (с Чхве Чон Юном) | 2020 | When My Love Blooms OST Part. 2 |

## Авторство в написании песен
| Название              | Год  | Альбом                 |
| --------------------- | ---- | ---------------------- |
| «Rewind»              | 2016 | Flight Log: Departure  |
| «Hey»                 | 2016 | Flight Log: Turbulence |
| «아파 (Sick)»         | 2016 | Flight Log: Turbulence |
| «Sign»                | 2017 | Flight Log: Arrival    |
| «この胸に»            | 2017 | Turn Up                |
| «Moon U»              | 2017 | 7 for 7                |
| «망설이다 (Hesitate)» | 2018 | Eyes on You            |
| «혼자 (Nobody Knows)» | 2018 | Present: You           |
| «1:31AM»              | 2018 | Present: You & Me      |
| «Think About It»      | 2018 | Present: You & Me      |
| «Reborn»              | 2019 | I Won’t Let You Go     |
| «TIME OUT»            | 2019 | Spinning Top           |
| «備忘録»              | 2019 | Love Loop              |
| «Aura»                | 2020 | Dye                    |
| «Gravity»             | 2020 | Dye                    |

## Фильмография
| Год  |   | Русское название | Оригинальное название | Роль               |
| ---- | - | ---------------- | --------------------- | ------------------ |
| 2015 | с | Рыцарь мечты     | Dream Knight          | В роли самого себя |

### Реалити-шоу
| Год  | Название               |
| ---- | ---------------------- |
| 2017 | «Лучший певец в маске» |
| 2018 | «Бессмертная песня 2»  |
| 2019 | «Золотой ключ Got7»    |